# Gunflint
Gunflint — офшорне нафтогазове родовище в Мексиканській затоці, розташоване за 257 кілометрів на південний схід від Нового Орлеана.

## Опис

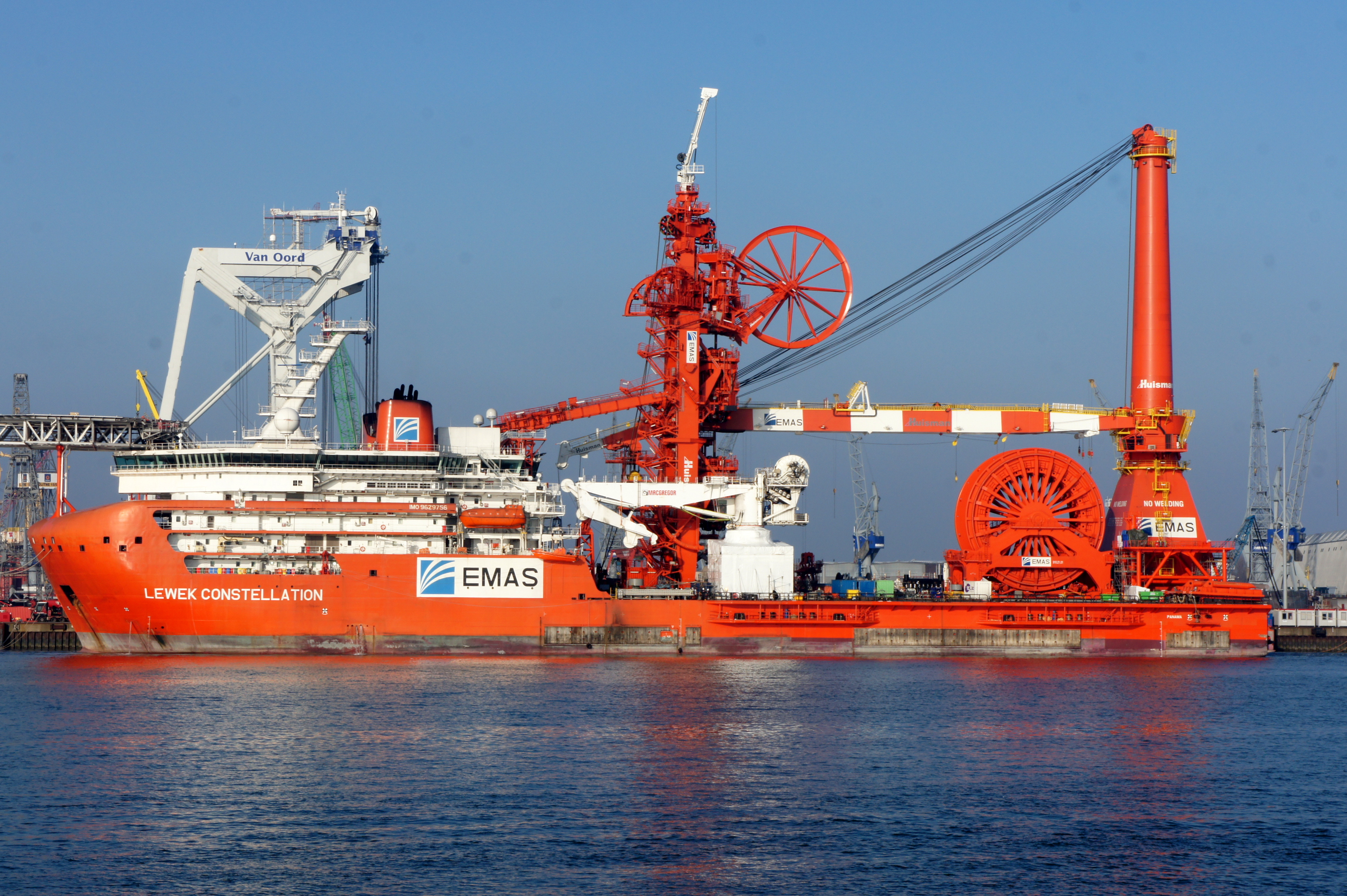
Трубоукладальне судно Lewek Constellation, яке здійснювало спорудження трубопроводів та допоміжних комунікацій для Gunflint

Родовище, яке знаходиться в районі з глибиною моря 1810 метрів, виявили у 2008 році внаслідок спорудження буровою установкою Deepwater Horizon (відома своєю катастрофою, що сталась за пару років по тому при роботах на родовищі Макондо) розвідувальної свердловини Freedom #2 (перша свердловина на проспекті Фрідом, пробурена тим же судно кількома місяцями раніше, не показала комерційних припливів). Freedom #2 мала довжину 8927 метрів та пройшла через насичені вуглеводнями інтервали загальною товщиною 168 метрів. В 2012-му для уточнення розмірів відкриття спорудили оціночну свердловину, а за рік напівзанурена установка Ensco 8501 пробурила ще одну, яка мала довжину 9997 метрів та в головній цільовій зоні пройшла через продуктивний інтервал товщиною 33 метри.
Поклади вуглеводнів виявили в підсольових відкладеннях епохи міоцену, колектори — пісковики. Станом на 2015 рік початкові видобувні запаси родовища оцінювались у 56 млн барелів нафти та 3,8 млрд м³ газу.
Видобуток з Gunflint організували через дві свердловини, під'єднання яких до розташованої за 23 милі платформи Gulfstar 1 (встановлена на родовищі Tubular Bells) провело судно Lewek Constellation. З Gulfstar 1 продукція спрямовується на берег через нафтопровід Mountaineer та газопровідну систему Canyon Chief.
Першу продукцію з родовища отримали в середині 2016 року, при цьому проектний рівень видобутку повинен становити не менше від 20 тисяч барелів нафтового еквівалента на добу.